# Радовля
Радовля (словен. Radovlja) — поселення в громаді Шмарєшкі Топлиці, регіон Південно-Східна Словенія, Словенія. Територія є частиною історичної області Нижня Карніола і зараз входить до статистичного регіону Південно-Східна Словенія.